# Argol, Finistère
Argol (tiếng Breton: Argol) là một xã của tỉnh Finistère, thuộc vùng Bretagne, miền tây bắc Pháp.

## Dân số
Người dân ở Argol được gọi là Argoliens.